# Morrinsville
Morrinsville est une ville de la région du Waikato dans l’Île du Nord en Nouvelle-Zélande.

## Population
Elle a une population d’approximativement 7 000 habitants.

## Situation
La ville est située sur les pentes nord de la chaîne de Pakaroa et à la limite sud-ouest de la plaine d’Hauraki (en). Morrinsville est à environ 33 kilomètres à l’est de la ville d’Hamilton et 22 kilomètres à l’ouest de la ville de Te Aroha. La ville est bordée par le fleuve Piako vers l’est et la rivière Waitakaruru Stream vers le sud.

## Histoire
Avant l’installation des Européens en Nouvelle-Zélande, les collines aux alentours de Morrinsville étaient occupées par la tribu des Ngati Werewere de l'iwi des Ngati Haua, et le site de la ville actuelle était sur ou à proximité immédiate d’une ancienne route utilisée par les maoris entre la partie supérieure du bassin du Waihou-Piako et la zone de Ngaruawahia.
Faisant suite à l’installation des Européens, quelques-uns parmi eux exerçant le commerce ont circulé sur cette route dès avant l’année 1834 et en particulier, le révérend J. Morgan qui a remonté le fleuve Piako jusqu’à proximité de l’emplacement de la future ville et traversé vers l’ouest en direction de Horotiu, près de Ngaruawahia.
Le premier contact enregistré avec un colon européen survint en 1850, avec John Johnson, qui faisait commerce avec les Maoris à partir des années 1852.
L’année 1860 vit un afflux de colons européens dans ce secteur entre Te Aroha et Matamata, et en 1873 par des colons venant d’Auckland.
Thomas Morrin acheta le Bloc de Kuranui aux Maoris locaux le 13 décembre 1873 et fonda l’établissement dit de « Lockerbie Estate », que Morrin nomma d’après le nom de son père qui avait émigré de la ville écossaise de Lockerbie.
En mai 1874, Morrin acheta deux autres lots de terres Motumaoho no 1 et no 2. Son établissement totalisait alors plus de 12 000 hectares. Le village ainsi ébauché servit de centre de service pour l'établissement « Lockerbie de Morrin » et il construisit une maison de maître, une échoppe de forgeron, l'hôtel Jolly Cripple ainsi qu'un magasin général ; il donna aussi du terrain pour l'école. Morrin engagea des terrassiers irlandais (venus pour les mines d'or) pour creuser un réseau de canaux afin de drainer les terres et de les rendre utilisables pour l'agriculture.
En 1882, Morrin fit arpenter la terre pour le site de la ville elle-même et déposa les plans pour dix rues qu'il nomma : Anderson, Hamilton, Studholme, Moorhouse, Lorne, Canada, Cureton, Somerville, Thames et Thorpe (la première et les trois dernières rues furent dénommées d'après le nom des membres de sa famille),,.

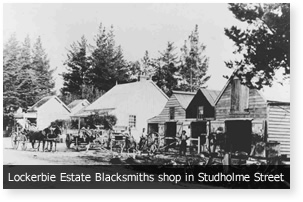
L'échoppe du forgeron de l'établissement de Lockerbie dans Studholme Street, dans Morrinsville, vers 1890.

## Accès
La Thames Valley and Rotorua Railway Company commença la construction d'une ligne de chemin de fer à partir de Morrinsville en direction de Rotorua en 1879, et le 1er octobre 1884, la ligne allant de Hamilton à Morrinsville fut ouverte. Avec la progression de la construction du chemin de fer en direction de Paeroa, la ligne vers Te Aroha ouvrit le 1er mars 1886 avec une population locale qui était maintenant de 633 personnes. D'autres extensions du chemin de fer en direction de Thames et Tauranga, puis le drainage des terrains marécageux vers le sud et l'ouest de la ville, rendirent disponible de larges zones pour l'élevage laitier. Morrinsville était alors à sa création, une ville de district en 1908 et fut constituée borough en 1921.

## Activité économique
Morrinsville est une des trois villes avec Te Aroha et Matamata, qui desservent une des régions de Nouvelle-Zélande, les plus prospères en ce qui concerne l'élevage laitier. Le secteur autour de Morrinsville est parfois décrit comme étant le plus dense en fermes laitières dans le monde. C'est à partir de l'industrie du lait que la ville tire son slogan « la crème du pays ».
La transformation du lait a été une industrie importante dans Morrinsville, principalement par le biais de la société Morrinsville Dairy Company depuis 1922. La compagnie laitière garde des liens avec l’Écosse de façon prédominante avec l'utilisation du nom Lockerbie. Aujourd'hui, après une série de fusions, la laiterie fonctionne sous l'égide de la société Fonterra Dairy Co-operative. L'usine produit 1,2 million de litres de lait par jour durant le pic saisonnier de production, fournissant du lait en poudre, de la crème, du beurre et surtout du beurre en boite pour les pays tropicaux, où la réfrigération n'est pas toujours disponible.
Durant la fin des années 1920, une compagnie fut constituée pour développer l'industrie du lin sur les terres basses s'étendant à l'ouest de Morrinsville. Plusieurs milliers d'acres furent acquis pour la plantation et le broyage par des moulins du New Zealand flax (Phormium tenax), mais du fait des conditions économiques qui prévalurent, elle fut forcée d'abandonner les projets initiaux. La plupart de ces terres furent donc reconverties en fermes laitières et en production de viande de moutons avec la plupart des variétés de fourrages utilisés d'origine anglaise, qui ont été remplacés par des Ryegrass avec une plus grande productivité.
Durant la période initiale de la formation des villes, le secteur a aussi compris un certain nombre de scieries commerciales dont la plupart ont fermé dans les années 1930 car les terres avaient été plus ou moins défrichées pour l'installation de fermes. La société Meadow Mushrooms, un des plus gros employeurs de Morrinsville a cessé ses activités localement et s'est relocalisée dans la région de Canterbury en 2010, avec en conséquence une perte d'environ 160 emplois.
En tant que centre de service pour l'industrie laitière locale, de nombreux emplois de Morrinsville sont gérés dans l’objectif de supporter cette industrie et les activités rurales associées, et aujourd'hui la ville est toujours le siège d'un important entrepôt pour les marchés réguliers du bétail. Il y a aussi, dans la limite sud de la ville, une installation chimique de production de peroxyde d'hydrogène, d'engrais et autres aliments agricoles.

## Transports

### Chemins de fer
Historiquement, Morrinsville était une jonction du chemin de fer de la ligne Auckland–Thames et Auckland–Rotorua, qui devinrent ensuite la branche de Thames (en) et la ligne principale de la côte est (en) en direction de la ville de Tauranga. La gare de Morrinsville Railway Station fut ouverte le 1er octobre 1884, vers l'extrémité est de Studholme Street, à la jonction des deux lignes. Une passerelle piétonnière au dessus des voies fut ouverte en 1913, reliant la gare avec la ville à partir de l'extrémité de Canada Street. La gare fut décrite comme constituée de deux plates-formes passagers recouvertes d'asphalte et le bâtiment de la gare contient une salle d'attente pour les femmes, une grande salle d'attente générale, un bureau de poste avec les services de la poste et du télégraphe, un guichet pour les tickets et un bureau pour l'Inspecteur du Permanent Way. Il y a aussi de grands hangars pour les marchandises et les machines avec une cour pour le chargement du bétail. Cinq cottages pour les travailleurs sont adjoints à la station, et la Bank of New Zealand Estates Company a un important bâtiment relié avec le revêtement pour le nettoyage des semences et les besoins d’entreposage. Le bâtiment initial de la gare fut démoli en 1984 et un bâtiment plus petit fut érigé à approximativement 300 mètres à l'ouest, en dehors de Marshall Street, qui est toujours utilisé actuellement par KiwiRail pour le service du fret.

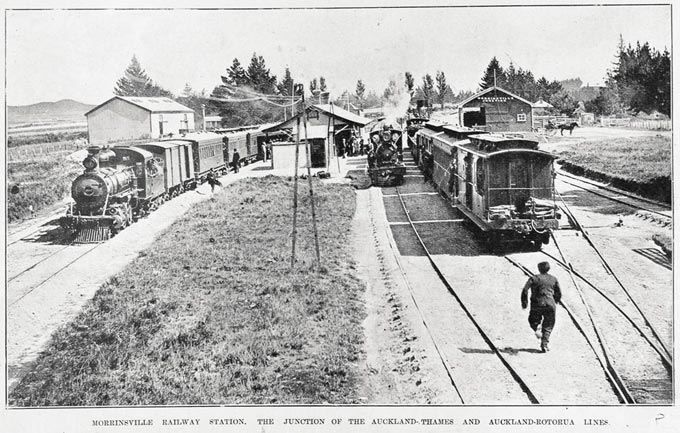
Gare de Morrinsville en 1902

Le service de passager n'est plus assuré vers et à partir de Morrinsville. La branche de Thames (en) fut fermée le 28 juin 1991 et les voies furent retirées, bien qu'en 2004, une courte ligne de dérivation – la Waitoa Industrial Line – rouvrit pour faciliter le transport du fret à partir de l'usine de la laiterie Waitoa Dairy Factory. La ligne principale de la côte est (en) fournit un service de passagers entre Auckland et Rotorua (Geyserland Express (en)) et entre Auckland et Tauranga existe le Kaimai Express (en) ; toutefois en 2001, il fut annoncé que ces services étaient trop peu rentables pour continuer, et le dernier train circula le 7 octobre 2001.

### Réseau routier
Morrinsville est localisé sur le trajet de la route State Highway 26/S H 26 (SH26) (en), de la ville d’Hamilton à l’ouest, vers Firth of Thames et de la Péninsule de Coromandel via la ville de Mangatarata dans le nord-est. À partir du centre-ville, elle est à approximativement 7,5 km de la jonction avec la route  State Highway 27/S H 27 (SH27) (en) à l’est, fournissant un accès à la ville provinciale de Matamata au sud.

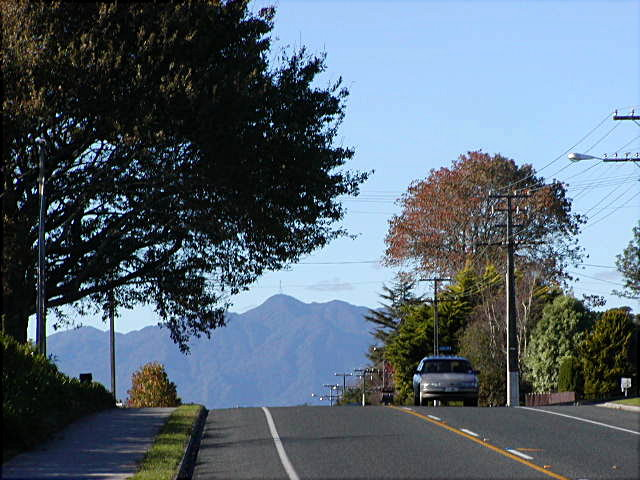
Route principale dans Morrinsville avec le Mt Te Aroha dans le lointain

### Transport public

#### Bus
Le service de bus Intercité vers et à partir de Morrinsville est essentiellement assuré par les bus d'InterCity (en) qui circulent entre Hamilton et la péninsule de Coromandel via Paeroa. Les services Intercités sont aussi fournis par la société Nakedbus.com (en) avec un service quotidien entre Hamilton et Whitianga, avec des correspondances vers d'autres destinations à partir d'Hamilton.
Le service local de bus autour de Morrinsville est fourni par le conseil régional de Waikato (en) avec un service quotidien (#22) entre Hamilton et Paeroa via Te Aroha.

## Clubs sportifs
- Morrinsville Sports (en)

## Personnalités notables
- Stephen Shepherd Allen (en) (1882–1964), maire de Morrinsville
- Constable Edward Best (en) (1899–1941), né à proximité de la ville d' Annandale
- John Money (1921–2006), psychologue et auteur
- Vaughan Smith (en), journaliste[8]
- Hemi Taylor (en) (né en 1963), ancien joueur gallois de rugby.

## Liens Externes
- Official Website of Morrinsville and i-SITE Visitor Information Centre
- Morrinsville Museum
- InterCity Bus Services
- nakedbus.com
- Morrinsville-Paeroa Bus Service (#22)
- Greenline Coaches
- Waikato Regional Council
- Matamata-Piako District Council

- New Zealand Gazetteer